# Bártové z Klatov
Rod Bártů, zvaný též Bártův nebo Bártů, patří ke starým klatovským měšťanským rodinám. První zmínky o nich se vyskytují v první polovině 16. století. Již ve třicátých letech tohoto století prameny uvádí Bártu řezníka a Bártu pekaře. Manželkou Bárty pekaře byla jistá Regina, s níž měl syna Jana. Regina se po ovdovění znovu provdala za Jakuba Mléčka a její syn z prvního manželství převzal po otčímovi příjmení Mléčko. Bárta řezník vlastnil dům č. 4 v dnešní Šmilovského ulici, který v roce 1535 odkoupil za 20 kop 20 gr. m. od Tůmy Žíže.

## Jan a Václav Bártové
Kvůli chybějící trhové knize není možné doložit přesný příbuzenský vztah těchto dvou příslušníků rodu k Bártům pekaři a řezníkovi.

## Václav Bárta a jeho manželský spor
Dne 5. června 1553 obvinil Václav Bártů před právem, tedy městskou radou, svou manželku Markétu Šišmovou z toho, že se mu snažila nasypat do vína něco podezřelého. Doslova: "kterak by něco jemu do konve do vína nasypala, pokládaje sobě to do ní za těžkost a velké podezření ... zvláště podle příčin nepoddanosti a neposlušenství jejího".
Markéta se bránila a uváděla na svou obranu stížnosti vůči manželovi. Přiznala se sice k tomu, že do vína opravdu něco nasypala, ale uvedla, že to byl pouze rozetřený mák, který měl, podle rad, které dostala, přivodit větší manželovu lásku a spokojenější manželský vztah. Na svou obhajobu dále uvedla, že víno nachystala ke společnému obědu a sama z konvice pila. Nabídla, že zbytek vína v konvici před svědky vypije. Dále přísahala, že: "jest nikdy na to nemyslila, aby co zlého a škodlivého o muži svém kdy smýšleti měla". Její omluva sice byla přijata, oběma manželům ale bylo dovoleno, na jejich vlastní žádost, "aby bez sebe byli a každý z nich aby sám bez překážky druhého živiti se mohl".
Soudci rozhodli, že Markéta svému muži musí přenechat svůj dům se všemi "svrchky a nábytky", ponechat si mohla pouze své osobní šatstvo, k tomu duchnu svrchní, polštář, podušku, dvě mísy cínové, dále konvici a přízi. Nakonec byla Markéta vyzvána, že pokud chce svou nevinu definitivně potvrdit, může před soudci a svědky vypít víno v konvici. Ta toto učinila. Necelý měsíc po této události došlo mezi oběma manželi ke smíru smlouvou uzavřenou v pátek po sv. M. Janu z Husince r. 1553. Markéta slíbila poslušnost a prosila za prominutí. Václav Bártů na základě tohoto slibu Markétu Šišmovou zase k sobě přijal.
Celý spor vypukl znovu roku 1558, kdy Markéta vinila svého manžela, že "kterak by s ní nemanželsky nakládal, neslušně byl, vyháněl ... a naposledy, že jest ji od sebe vyhnal, a ona zapsavši a zdavši jemu všecken svůj statek, živnosti jest zbavena ...". Její manžel si naopak stěžoval: "že jest ona jemu v ničemž poddána a poslušna býti nechtěla, podstrky a posměchy nesnesitelné jemu činila a naposledy pobravši a tajně mnoho svršků vystěhovavši, pryč od něho odešla beze vší hodné příčiny".
Spor byl nakonec urovnán tak, že Václav Bártů podstoupil své manželce šišmovskou zahradu a 25 kop m., kdežto ostatní majetek měl zůstat jemu.

## Jan Bárta
Jan Bárta zakoupil někdy po roce 1553 od Zbraslava Podkovy Podšibenický mlýn. Později pak koupil dvě chalupy Markovské pod šibenicí a spojil vše v jednu ohradu. Dále nabyl nárožní dům na náměstí číslo 150 a vedlejší domy Falckrabovský ( č.145) a Hostačovský ( č.146). Jeho manželka se jmenovala Kateřina neznámého původu a měl s ní tři syny: Adama, Samuela a Viktorýna, a dále pět dcer: Mandalenu, Kateřinu, Lidmilu, Evu a Marianu.
Podle neúplných seznamů byl Jan Bárta klatovským konšelem v letech 1551, 1562, 1563 a 1565, dále pak nepřetržite v letech 1570 až  1576.
Koncem prosince 1584 za přítomnosti Lazara Šindela z Eberharce a Jana Pachty, kantora, sepsal svou závěť, ve které rozdělil svůj četný majetek.
- Nejstaršímu Adamovi mimo dům Hostačovský odkázal část domu Plockovského, a nadto 200 kop míšeňských za vejruňky s tímto domem souvisejícími, dále mu předal vše co leží za cestou proti mlýnu, zejména kus trávníku s chmelnicí, sádkem, rybníčkem a chalupou. Z tohoto svého dědictví musel ale Adam po dvacet let, každý rok, věnovat na péči o obecní chudé 15 kop. Tyto peníze šly na oděv a obutí dle posouzení purkmistra a pánů radních.
- Po skončení tohoto závazku pak měl Adam a jeho dědicové vyplatit Adamovým sestrám Kateřině, Lidmile, Evě a Marianě po 25 kopách. Mandalena, provdaná Kulíšková, již byla mrtvá.
- Druhý syn Samuel obdržel 200 kop jakožto věno pro svou manželku Annu, a dále 600 kop, které mu měl splatit jeho nejmladší bratr Viktorýn ze mlýna, který mu byl připsán. Samuel dále dostal chalupu Markovskou a druhou přistavěnou, dále zahradu s chmelnicí a pozemek ( dědinu ) Kovářovskou pod Hůrkou.
- Třetí, v tu chvíli nezletilý Viktorýn, získal nárožní dům na náměstí č. 150 v němž bydlel, i dům Falckrabovský č. 145 a mlýn Podšibenický s chalupami, chmelnicemi, zahradami a štěpnicemi.
- Manželce Kateřině pak vykázal k obývání světničku v domě č. 150 nad sklepem nebo pokoje v domě Falckrabovském. K tomu pak 100 kop věna a 200 kop ze svého statku, a dále kus louky Kotlářovské.
- Dcery Kateřina a Mariana zdědily pozemek (dědinu) zvaný Klín, a rovněž pozemek "od Hořákovského" a též kus půdy s loukou na Zbalovkách.
- Lidmila a Eva se měly podělit o pozemek Křesťanovský pod Hůrkou a louku pod Borem.
- Z vejrunků, jež měl na domu Hodkovském a Plockovském - tuto vyjímaje 200 kop Adamovi oddaných - a na domu u brány Špitálské, kde je Bartoš Šmolc, měl býti doplacen dům Adamův a co zbude, odkázal svým čtyřem dcerám do spolku.
- Dobytek a svršky rozdělil mezi svou manželku a syna Viktorýna.
- Jeho sestra Markéta provdaná za Albrechta Růženského z Kosmáčova obdržela 20 kop.

Koncem ledna 1585 ještě prodal Tobiášovi Markovi dům zvaný Jirkův. 18. března 1585 pak provedl v přítomnosti týchž svědků některé drobné úpravy závěti. Koncem jara 1585 pak ve vysokém věku zemřel. Nejpozději v dubnu 1588 byla po smrti i vdova Kateřina a většina jejího majetku připadla synovi Adamovi.

## Kateřina Bártová
V knize testamentů, fol. 34, nacházíme zápis, ze kterého vyplývá, že Kateřina vdova se ještě stihla podruhé provdat, a to za Matěje Pučálku z klatovského předměstí.

## Adam Bárta
Adam obdržel od svého otce dne 7. listopadu 1580 Hostačovský dům, který rok před tím vyhořel, ale otec slíbil vše dát do pořádku a dům znovu postavit. Dále obdržel pozemky pod Hůrkou a chmelnici, vše do dědičného užívání.Téhož roku se Adam žení s Markétou zvanou Kozolupka, dcerou Štěpána Pekaře, která byla v poručnictví svého blízkého příbuzného Vavřince Kulíška. Markéta do manželství přinesla 400 kop míšeňských vázaných na statek v obci Kozolupy. Adam Bárta na manželku pak převedl, dle " práva městského nového " třetinu svého majetku.
Od mládí se učil zlatnickému řemeslu a toto také začal po svém osamostatnění provozovat. Jelikož se při této živnosti nemohl věnovat péči o manželčin svobodný dvůr v Kozolupech využili manželé nabídky odkupu od zemana Petra Sádla z Kladrubec. Smlouva byla sjednána dne 23. června 1582 prostřednictvím zemanů Václava Videršpergara z Vidršperku a na Kloušově a Zikmunda z Kadova a rovněž měšťanů Václava Verštátka, Štefana Štenglmayera a Jiříka Verštátka.
Markéta a pan Adam Bárta prodali Petrovi Sádlovi, dědicům a budoucím jeho svobodný dvůr v Kozolupech a to s osením ozimním a jarním, s dědinami, lukami, lesy, porostlinami, chmelnicemi, zahradami a skusem řeky za 1000 kop míšeňských.
Při předávání zaplatil kupující 200 kop, na příští svátek sv. Havla dalších 300 kop, a poté v roční splátce 300 a nakonec 200 kop. Roku 1587 prodal za 220 kop Šimonovi Libadlovi dům Falckrabovský, který neznámým způsobem získal od bratra Viktorýna, který ho zdědil po otci. V červnu téhož roku koupil od Jakuba Tiška dvůr na Špitálském předměstí za 200 kop míšeňských, z čehož 100 kop zaplatil v hotovosti.
V říjnu 1587 vyměnil s Janem Záhrobským svůj dům Hostačovský za větší dům zvaný Konvosovský, přičemž doplatil ještě 380 kop. Adam roku 1589 kupuje od svého mladšího bratra Samuela za cenu 100 kop míšeňských chmelnici s oběma chalupami Markovskými. Po roce 1592, po částečném prodeji svých nemovitostí, si držel už jen dům Konvosovský, kde pokračoval ve své zlatnické živnosti doplněné o šenk vína.
Teprve v roce 1607 společně s manželkou Maruší kupuje od Reginy, manželky radního písaře Pavla Aretina, sad Škopkovský za 285 kop míšeňských. V letech 1615 a 1616 zasedal v městské radě. Poslední zpráva o Adamovi Bártovi pochází z roku 1617, kdy prodával jeden z pozemků.
S manželkou Markétou, zvanou Kozolupská, měl jedinou dceru Evu, provdanou za Baltazara Naypauera.

## Viktorýn Bárta
Roku 1599 kupuje od svého synovce Václava Šnejdara pozemky v hodnotě 550 kop. Celou částku doplatil roku 1604, jak potvrzuje dopis jeho sestry Lidmily, matky Václava Šnejdara.
Členem městské rady je již roku 1606.
O jeho majetkových poměrech svědčí skutečnost, že roku 1610 půjčuje Klatovům 1000 kop míšeňských na pokrytí domovní berně za rok 1608, která se odesílala do Prahy. Tato půjčka byla vypsána na dobu tří let a obec po tyto tři roky mu propůjčila užívání dvou obecních rybníků.
Mezi lety 1611 a 1613 pak skupuje další pozemky a rybníky. Hlavním zdrojem jeho příjmů byl pronájem Podšibenického mlýna. Z manželství s Mandalenou po něm zůstali synové Daniel a Samuel, a dcera Dorota. Zemřel roku 1635.

## Daniel Bárta
Byl humanisticky vzdělán, o čemž svědčí jeho latinské verše " Phoenix, imago resurrectionis " uveřejněných roku 1615 v epicediích na smrt manželky Zikmunda Matyáše Vencelíka ze Sarabic na Kamenici a v Chýnově.

## Samuel Bárta
Samuel v Klatovech nepobýval, protože své dědictví 600 kop míšeňských, které měly být vypláceny jeho bratrem Viktorýnem z Podšibenického mlýna, podstoupil Anně Stanislavové a další prameny klatovské o něm mlčí.
Odstěhoval se dle všeho do Písku, kde v letech 1647 - 49 zastával úřad královského rychtáře. Po smrti první manželky Anny se roku 1614 znovu oženil s Lidmilou, dcerou po nebožtíkovi Hansi Behemovi, zvaném Čech, který vykonával živnost krojiče sukna. Bártové se pak v Klatovech po mužské linii - přes jeho syna Jana Hynka - udrželi do roku 1786, kdy stále ještě vlastnili nárožní dům č. 150 na klatovském náměstí.
Samuelova dcera Kateřina se 26.01.1655 provdala za Šebestiána Jiřího Prtáka, který zastával úřad celního výběrčího v Kdyni u Domažlic.

## Bártové - rodokmen
Václav Bárta ∞ Markéta Šišmová
Markéta ∞ Albrecht Růženský z Kosmáčova 

Jan Bárta († 1585) ∞ Kateřina († 1588), 2. manžel Matěj Pučálka
1. Mandalena ∞ 1, Matěj Šmolc, ∞ 2. Baltazar Kulíšek
2. Adam ∞ Markéta Kozolupská
  1. Eva ∞ Baltazar Naypauer
3. Kateřina ∞ 1. Jiřík Verštátek, ∞ 2. Václav Chrudimský
4. Lidmila ∞ 1. Martin Šnejdar († 1581), ∞ 2. Michal Diviš († 1603)
5. Eva ∞ Václav Rubáš
6. Mariana ∞ Jan Horar
7. Samuel († 4. 1. 1649 v Písku) ∞ 1. Anna, ∞ 2. Lidmila Behemová
  1. Jan Hynek
  2. Kateřina ∞ 26. 1. 1655 Šebestián Jiří Prták
8. Viktorýn († 1635) ∞ Mandalena
  1. Daniel
  2. Samuel
  3. Dorota